# Johann Christian Frisch
Johann Christian Frisch (* 17. März 1651 in Linz; † Januar/Juni 1677 in Basel) war ein Basler Bildhauer und Tischler österreichischer Herkunft.
Er stammte aus einer Bildhauer- und Tischlerfamilie aus Linz. Sein Vater war der Bildhauer Johannes Frisch (1628–1673/75). Um 1665 zog die Familie nach Stadtamhof bei Regensburg. Auf seiner Gesellenwanderung gelangte Johann Christian Frisch nach Basel. 
Dort arbeitete er bei der Witwe des Peter Würtz, war auch zum evangelischen Glauben übergetreten und wünschte im Frühjahr 1675, seine Meisterin zu heiraten, für ihre Kinder zu sorgen und die Werkstatt zu übernehmen. Um seine Absichten zu erreichen, musste er neben dem Zunftrecht zu Spinnwettern das Basler Bürgerrecht erwerben.
Als Meisterstück fertigte er anstelle des in der Handwerksordnung vorgeschriebenen viertürigen Schrankes einen kunstvollen Ausziehtisch an, den er nach der Fertigstellung 1676 dem Rat verehrte (heute im Historischen Museum Basel). Als weitere Werke werden ihm zwei Fassriegel aus dem Basler Waisenhaus (ebenfalls im Historischen Museum Basel) und ein heute verschollener Schrank zugeschrieben.
Der bekannte niederbayrische Bildhauer Johann Gottfried Frisch († 1732) war vermutlich ein jüngerer Bruder von Johann Christian.